# Benedikt Kirsch
Benedikt Kirsch (* 15. April 1996 in Regensburg) ist ein deutscher Fußballspieler. Der zentrale Mittelfeldspieler steht bei der 2. Mannschaft des 1. FC Nürnberg unter Vertrag.

## Karriere
Kirsch begann seine Karriere als Fünfjähriger bei der SG Hohenschambach und wechselte 2003 in die Jugendabteilung des SSV Jahn Regensburg. Von dort aus ging er 2008 zur SpVgg Greuther Fürth. Im März 2015 rückte er zu dessen zweiter Mannschaft auf, für die er am 21. März 2015 beim 1:1 gegen den SV Seligenporten in der Regionalliga Bayern debütierte. Sein erstes Tor erzielte er am 13. Oktober 2015 beim 3:2-Heimsieg gegen die zweite Mannschaft des FC Bayern München.
Zur Saison 2016/17 rückte Kirsch zu Fürths erster Mannschaft auf, für die er am 21. August 2016 gegen Eintracht Norderstedt in der ersten Runde des DFB-Pokals sein erstes Pflichtspiel absolvierte und dabei das Tor zum 4:1-Endstand erzielte. Sechs Tage später debütierte er beim 3:2-Heimsieg gegen den FC Erzgebirge Aue in der 2. Bundesliga. Sein im Sommer 2019 auslaufender Vertrag wurde im Frühjahr nicht mehr verlängert, nachdem er in der Saison 2018/19 lediglich zweimal einsatzlos im Profikader gestanden und nur noch in der Regionalliga gespielt hatte.
Zur Saison 2019/20 wechselte Kirsch in die Regionalliga Bayern zum Aufsteiger Türkgücü München. Mit den Münchenern schaffte er den Aufstieg in die 3. Liga, in der er auch eine Saison absolvierte, ehe er 2021 mit dem Wechsel zur SpVgg Bayreuth in die Regionalliga zurückkehrte. Er stieg am Saisonende mit Bayreuth in die 3. Liga auf und im darauffolgenden Jahr sofort wieder ab. Im August 2023 wechselte er zur 2. Mannschaft des 1. FC Nürnbergs.

## Erfolge
Türkgücü München
- Meister der Regionalliga Bayern und Aufstieg in die 3. Liga: 2019/20 (bei Abbruch)

SpVgg Bayreuth
- Meister der Regionalliga Bayern und Aufstieg in die 3. Liga: 2021/22